# Kallistratos från Afidnai
Kallistratos från Afidnai, död omkring 361 f. Kr., var en atensk fältherre och talare.
Kallistatos deltog med Ifikrates i dennes krigsoperationer, anklagades som spartapartites ledare 366 f. Kr. jämte Chabrias för landsförräderi och höll ett glänsande försvarstal, som skall ha gjort starkt intryck på den unge Demosthenes. Dömd till landsflykt, avrättades Kallistratos då han försökte återvända till Aten.